# Anseilen
Unter Anseilen oder Einbinden versteht man die Herstellung einer sicheren kraftschlüssigen Verbindung zwischen einem Kletterer und einem Kletterseil. Der Vorgang dient zur Absturzsicherung der angeseilten Person bei Aktivitäten in großen Höhen wie Bergsteigen, Industrieklettern oder Baumklettern. Der gegenteilige Vorgang wird Ausseilen oder Ausbinden genannt.

## Anseilknoten
Anseilknoten sind Knoten, die zum Anseilen verwendet werden. Folgende Faktoren spielen eine Rolle für die Beurteilung der Eignung eines Knotens für diese Aufgabe:
- Haltbarkeit: Der Knoten soll bei der vorgesehenen Belastung nicht durchrutschen.
- Verlässlichkeit: Der Knoten darf sich nicht durch wechselnde Belastungen verändern oder lösen.
- Knotenfestigkeit: Der Knoten soll die Bruchlast des Seiles nicht allzu sehr herabsetzen.
- Optische Überprüfbarkeit: Der Knoten sollte einfach zu erkennen und nicht zu verwechseln sein, um Fehler auszuschließen und die Fremdkontrolle durch den Partner während des Partnerchecks zu vereinfachen.
- Einfachheit: Der Knoten sollte möglichst einfach zu erlernen und anzuwenden sein.
- Einfache Lösbarkeit: Der Knoten sollte sich nach Belastung des Seils, wie sie zum Beispiel bei einem normalen Klettersturz stattfindet, möglichst leicht wieder lösen lassen.
- Bewährtheit: Der Knoten sollte sich in der Praxis bewährt haben.
- Bekanntheit: Knoten, die viele kennen, lassen sich auch dadurch leichter von anderen kontrollieren.

Insgesamt entsprechen drei Knoten, die nach Elsner et al. (2000) sicher sind, auf akzeptable Weise den meisten dieser Anforderungen: der doppelte Bulin, der Sackstich und der Achterknoten. Der Achterknoten erfüllt dabei die obigen Kriterien bezüglich Anfängern am besten.

### Sackstich
Der Sackstich ist ein vor allem früher gebrauchter sicherer Anseilknoten. Seine Vorteile sind die Einfachheit und die unkomplizierte visuelle Überprüfbarkeit. Im Vergleich zum Achterknoten ist er weniger voluminös. Bei neuen Seilen wird manchmal eine zusätzliche Absicherung durch einen Kreuzschlagknoten empfohlen.
Pohl et al. empfehlen generell eine solche Zusatzsicherung, um ein mögliches Lösen nach einer Lockerung des Knotens auszuschließen.
Der Knoten ist nach starker Belastung nur schwer wieder zu lösen. Er wird deshalb nur noch selten zum Anseilen verwendet, sondern meistens nur noch beim Verbinden von Brust- und Hüftgurt (Kombigurt) mit Schlauchband.

### Achterknoten
Der gesteckte Achterknoten wird von allen Berg- und Rettungsorganisationen gelehrt und als Basisanseilknoten empfohlen, wodurch er heutzutage der am häufigsten genutzte Standardknoten zum Anseilen ist. Er lässt sich leicht erlernen, ist gut optisch kontrollierbar und lässt sich auch nach Belastung wieder lösen.
In vielen Wettkampfreglements ist der Achterknoten zum Anseilen bei Kletterwettkämpfen zwingend vorgeschrieben. Der Achterknoten hat im Wesentlichen zwei Nachteile: nach starker Belastung ist er häufig schwer zu lösen und nach dem Ausbinden verbleibt ein Restknoten (eine Endacht), der sich beim Seilabziehen verklemmen kann, wenn vergessen wird, ihn zu lösen.

### Doppelter Bulin
Der doppelte Bulinknoten ist ein sicherer Knoten für das Anseilen, der sich auch nach starken Belastungen wieder lösen lässt, wie sie beim Ausbouldern von Routen oder bei häufigem Stürzen vorkommen. In dieser Hinsicht ist er anderen Knoten überlegen. Ein weiterer Vorteil besteht darin, dass er beim Ausbinden keinen Restknoten hinterlässt.
Sein Nachteil ist das optische Erscheinungsbild, das die visuelle Endkontrolle durch den Kletterer und seinen Partner erschwert. Der Bulinknoten eignet sich daher vor allem für fortgeschrittene  Sportkletterer.

### Andere Knoten
Im amerikanischen Raum ist der Bulin 1.5 auch verbreitet.
Einen Spezialfall stellt der Ankerstich dar, welcher ausschließlich zum direkten Anseilen in einer Seilweiche geeignet ist.
Es kommt vereinzelt vor, dass Kletterer auch andere Knoten verwenden. Dies wird aber nicht empfohlen, da deren Sicherheit nicht im selben Maße geprüft ist und die Eigenheiten nicht so genau bekannt sind wie bei den allgemein verwendeten Anseilknoten. Vom bis in die 1970er Jahre häufig genutzten einfachen Bulin wird inzwischen abgeraten, da er sich bei Ringbelastung selbst lösen kann, was bereits mehrere tödliche Abstürze verursacht hatte.

## Geschichte
Zu den Anfangszeiten des Alpinismus banden sich Bergsteiger das Seil ohne einen Klettergurt direkt um den Körper.
Die Seile waren aus Hanf und hatten somit kaum Dehnung. Seilrisse waren häufig und Stürze lebensgefährlich, so dass man selten am Leistungslimit kletterte.
1952 erfand Ken Tarbuck einen Anseilknoten, der einen Sturz sanfter abfangen sollte. Dieser ist im Grunde ein Klemmknoten, der eine verstellbare Schlaufe bildet.
Bei zu hohem Ruck bremst der Knoten den Sturz, indem er durchrutscht, und blockiert erst bei einer ungefährlichen Kraft. Zusammen mit einer dynamischen Sicherungstechnik sollte er den Fangstoß mindern.
Der sogenannte Tarbuck-Knoten fand allerdings nie weite Verbreitung, weil kurz darauf dynamische Seile zu erschwinglichen Preisen auf dem Markt kamen.
Ende der 60er erschien der erste Sitzgurt mit zwei Beinschlaufen, welcher einfachere Knoten ermöglichte.
Mit den gesteigerten Sicherheitsreserven wagten sich Kletterer mehr an ihre körperlichen Grenzen und die Zahl der Stürze nahmen zu.
Während zu den Anfangszeiten auch Knoten wie Sackstich und Spierenstich als Anseilknoten dienten, stieg jetzt das Bedürfnis nach einem Knoten, der sich auch nach einer Sturzbelastung leicht lösen lässt.
Hier kristallisierten sich der Achterknoten und der Bulin heraus als Knoten, die diese Anforderung erfüllen.
In den 70er Jahren begannen Experten von der Verwendung des Bulin abzuraten, da man bei der Untersuchung einiger tödlicher Unfälle herausgefunden hatte, dass er Ringbelastung nicht standhält. Trotz Veröffentlichungen in Fachliteratur hielt sich der Bulin hartnäckig in der Kletterszene.
Als es beim Weltcup 1992 zu einem schweren Unfall durch einen sich öffnenden Bulin kam, legten Wettkampfrichter auf internationaler Ebene fest, dass nur noch mit Achterknoten angeseilt werden darf.
Inzwischen gelten zwei Verbesserungen des einfachen Bulin ebenfalls als sicher: der doppelte Bulin und der Bulin 1.5. Letzterer gehört allerdings nicht zu den von den Alpenvereinen empfohlenen Knoten, da er sehr schwer visuell zu kontrollieren ist.

## Anseilen mit Karabiner
Im Toprope  darf laut Lehrmeinung auch mit Karabinerhaken angeseilt werden. Zum Anseilen eines Vorsteigers ist die Methode aber sehr gefährlich. Nach allgemeiner Lehrmeinung soll grundsätzlich redundant mit zwei Karabinern angeseilt werden. Schubert empfiehlt zwei gegenläufig eingehängte Schraubkarabiner als Optimallösung. Als akzeptabel angesehen wird von Schubert auch die Verwendung von zwei gegenläufig eingehängten Karabinern, davon mindestens ein Schraubkarabiner. Andere Autoren wie Hofmann (2008) befinden auch zwei gegenläufig eingehängte Normalkarabiner ohne Schraubverschluss oder die alleinige Nutzung von speziellen Safebinern (von Safekarabiner) als sicher. Der These, dass spezielle Safebiner (nicht normale Schraub- oder Twistlockkarabiner) wie der Ball-Lock oder der Belay Master alleine schon sicher genug seien, stimmt Schubert zu. Er meint jedoch, dass es aus zwei Gründen trotzdem gut ist, grundsätzlich zwei Karabiner zu verwenden: Zum einen sollte eine Lehrmeinung einfach formuliert sein und zum anderen können dadurch auch Karabinerbrüche durch Materialfehler abgesichert werden.
Ein Sonderfall des Anseilens mit Karabiner stellt das Anseilen auf dem Gletscher dar. Auch hier ist entgegen der Tradition des Anseilens mit einem Schraubkarabiner ein redundantes Anseilen an zwei Schraubkarabinern sicherer.

## Anseilen in der Seilmitte
Das Anseilen in der Seilmitte (oder an einem beliebigen anderen Seilabschnitt außer den Seilenden) wird notwendig, wenn mehr als zwei Personen eine Seilschaft mit einem Seil bilden, oder ein sehr langes Einfachseil als Halb- oder Doppelseil benutzt wird und sich folglich einer in der Mitte des Seils einbinden muss. Folgende Möglichkeiten können praktiziert werden:
1. Das Anseilen mit Karabiner: Dazu wird mit einem Sackstich, Achterknoten oder Schmetterlingsknoten (alpine Butterfly) eine Schlaufe ins Seil gemacht, an welcher sich der Kletterer mittels Verschlusskarabiner einhängt (siehe dazu das Kapitel Anseilen mit Karabiner).[8] Dies hat den Vorteil, dass der Kletterer sich bei Bedarf einfacher aus dem Seil aushängen kann, und die Nachteile des Anseilens mit Karabinern.
2. Das direkte Anseilen in einer Seilweiche: Zuerst knotet der Kletterer mittels Sackstich, Achterknoten oder Schmetterlingsknoten eine armlange Schlaufe vom Seil als Seilweiche ab. Zum direkten Anseilen in die Seilweiche verwendet der Kletterer einen Ankerstich, der entsteht, wenn er die Seilschlinge bis zum Knoten der Seilweiche durch die Anseilschlaufe des Klettergurtes führt und danach mit seinem Körper einmal durch die Seilschlinge hindurch steigt.[8]
3. Das direkte Anseilen in der Seilmitte: Dafür eignet sich der doppelte Bulin, allerdings gelegt und nicht gesteckt. Die Seilmitte, jetzt „Ende“ des Seils, wird durch die Anseilschlaufe des Klettergurtes geführt, dann wird vor dem Gurt das Auge gelegt und das Ende hindurch geführt. Der Gurt ist damit im Knoten. Nun wird die Bucht über den Knoten und den Klettergurt geführt, wenn man den Gurt schon an hat, muss man die Bucht groß machen, sie über den Körper führen und durchsteigen. Zum Schluss strafft man den Knoten, bis er die übliche Größe erreicht hat.

## Anseilen bei besonderen Disziplinen

### Anseilen bei Kletterwettkämpfen
Bei internationalen Kletterwettkämpfen wird mit Sitzgurten geklettert. Zum Anseilen ist gemäß der IFSC Rules der gesteckte Achterknoten, abgesichert mit einem zusätzlichen Stopperknoten, zwingend vorgeschrieben. In Deutschland ist das Regelwerk der IFSC maßgebend. In der Schweiz besagt der Artikel 6.8 des nationalen Reglements, dass mit dem gesteckten Achterknoten angeseilt werden muss.

### Anseilen auf dem Gletscher
Auf dem Gletscher seilen sich jeweils mehrere Bergsteiger am gleichen Seil an, um im Falle eines Spaltensturzes mehr Haltereserven zu haben. Das Anseilen nur mit Hüftgurt wird empfohlen, da es den Vorteil hat, dass die Mitreißgefahr reduziert wird, wobei gleichzeitig in Kauf genommen werden muss, dass bei schweren Rucksäcken dadurch wieder das Risiko für den Stürzenden, sich zu drehen, steigt. Letztlich muss im Einzelfall entschieden werden. Traditionell wird auf dem Gletscher mit einem Schraubkarabiner angeseilt. Schubert stellt fest, dass bis heute keine Unfälle damit auftraten, da ein Spaltensturz ein seltenes Ereignis darstellt. Trotzdem empfiehlt er auch hier ein redundantes Anseilen mit zwei Schraubkarabinern.

## Anseilen bei verschiedenen Klettergurttypen
Grundsätzlich ist das Anseilen nur mit Hüftgurt und das Anseilen mit Hüft- und Brustgurt gleichwertig, wobei, als Ausnahme davon, bei Kindern, Übergewichtigen und beim Klettern mit Rucksack die Hüft-Brustgurtkombination sicherer ist. Zu erwähnen ist noch, dass ein Anseilen nur mit Brustgurt bei Erwachsenen und bei Kindern extrem gefährlich ist und auf keinen Fall praktiziert werden sollte. Beim Hängen im Brustgurt wird das Herz-Kreislaufsystem stark beeinträchtigt. Durch dieses so genannte Hängetrauma besteht eine akute Lebensgefahr.

### Sitzgurte
Hüft- oder Sitzgurte werden heute am meisten gebraucht. Sie sind, entgegen früheren Bedenken, auch alleine genutzt hinreichend sicher für das Sportklettern. Bei diesem Gurttyp muss so angeseilt werden, dass sowohl der Bauchgurt als auch die Beinschlaufen belastet werden. Dies wird erreicht durch ein Anseilen an der Bauchgurtöse und am Beinschlaufensteg, wie es von einigen Gurtherstellern empfohlen wird, oder durch ein direktes Anseilen am Sicherungsring (auch Zentralschlaufe genannt). Die Distanz des Knotens zur Bauchgurtöse ist ebenfalls wichtig. Die Haltekraft wird dadurch zwar nicht beeinflusst, aber ein Knoten, der nahe beim Gurt geknotet ist, ermöglicht es dem Kletterer, näher an den Haken zu gehen und erleichtert dadurch das Arbeiten in Routen.

### Kombination aus Sitz- und Brustgurt
Brust- und Hüftgurt werden mittels eines Achterbandes verbunden. Dabei wird eine anderthalb Meter lange Reepschnur mit einem Sackstich an der Anseilschlaufe des Hüftgurtes verbunden. Die freien Enden werden anschließend durch die Schlaufen des Brustgurtes gezogen und verknotet. Das ganze Konstrukt gleicht dann einer Acht. Vor dem Benutzen von Bandschlingenmaterial, welches durch einen Bandschlingenknoten verknotet wird, wird gewarnt, da dieser Knoten bei Bandschlingen zu wenig sicher ist.

## Gefahren beim Anseilen
Alle Fehler im Rahmen des Anseilens können unter Beachtung einiger weniger Faktoren nahezu ausgeschlossen werden. Zu beachten sind:
- Nur den Achterknoten oder bestenfalls noch den Sackstich oder doppelten Bulinknoten verwenden.
- Konsequent immer den Partnercheck durchführen.
- Anseilen mit Karabiner nur im Toprope und mit zwei Karabinern, davon im Minimum ein zugeschraubter Schraubkarabiner.

Trotzdem zeigte sich in einer großen deutschen Studie zu Verhaltensfehlern in der Kletterhalle, dass das Anseilen insgesamt bei einem Prozent und bei isolierter Betrachtung des Nachstiegs bei 2,1 % fehlerhaft ausgeführt wurde. Im Bereich des Nachstiegs war das Anseilen mit dieser Fehlerquote gar der häufigste Verhaltensfehler.

### Unvollständiger Knoten
Dieser Fehler ist der häufigste Fehler beim Anseilen und hat große praktische Bedeutung. Dabei nimmt die Gefahr mit zunehmender Routine zu. Am Beginn der Kletterkarriere muss der Vorgang des Knotens bewusst durchgeführt werden. Umso weiter der Lernprozess voranschreitet, desto mehr wird der Ablauf des Knotenbindens automatisiert und damit ohne große Beteiligung des Bewusstseins vollzogen. Wird nun der automatisierte Vorgang gestört, beispielsweise durch ein ungewohntes Ereignis, bleibt der Knoten unvollständig, ohne dass dies dem Kletterer bewusst wird. Die große Routine bewirkt zusätzlich, dass eine häufige, beim Einsteiger angstbedingte visuelle Nachkontrolle entfällt. Der Kletterer beginnt nun die Klettertätigkeit und stürzt bei der ersten Belastung des Seils ab. Ein prominentes Opfer eines derartigen Fehlers war die Weltcupgewinnerin Lynn Hill, die im Klettergebiet Buoux abstürzte und mit großem Glück verletzt überlebte. Die einzige Methode, um diesen häufigsten Fehler beim Anseilen zu verhindern, besteht in der konsequent durchgeführten Kontrolle durch den Partnercheck.

### Fehlerhafter Knoten
Unkorrekte Ausführung des Knotens. In der Anfangszeit besteht ein gewisses Risiko eines Fehlers beim Anseilknoten durch mangelndes Wissen. Ein solcher Fehler verändert unter Umständen die Haltekraft des Knotens. Im schlimmsten Falle kommt es dadurch zum Absturz. Dass dies kaum vorkommt, hängt damit zusammen, dass der Einsteiger mehr Angst hat und deshalb besonders konzentriert und bewusst seinen Anseilknoten anbringt. Ein weiterer Grund dafür ist, dass der meist angewendete Achterknoten zum einen sehr bekannt und zum anderen optisch leicht kontrollierbar ist. Dies erleichtert die Eigen- und die Fremdkontrolle (Partnercheck). Bei einem korrekt geknüpften Knoten an einem 10 Millimeter dicken Seil muss das freie Seilende mindestens 10 Zentimeter lang sein, damit der Knoten die größtmögliche Sicherheit gewährleistet.

### Am falschen Ort anseilen
Klettergurte haben neben der frontal gelegenen Anseilschlaufe, in die das Seil eingebunden werden muss, auch noch Materialschlaufen. Diese sind seitlich und dienen der Aufhängung von Klettermaterial. Da sie keine Sicherheitsfunktion besitzen, halten sie keinen größeren Belastungen stand. In der Praxis kommt es nun immer wieder vor, dass Kletterer sich an diesen Schlaufen anseilen und durch deren Reißen abstürzen. Eine weitere Unfallursache dieser Art ist beim Anseilen mit dem Karabiner, dass dieser am Seil an einem nicht haltenden Knoten oder an einer Nebenschlaufe des Knotens eingehängt wird.

### Ungeeigneter Knoten
Ungeeignete Knoten sind insbesondere solche, die sich unter bestimmten Umständen lösen können. Das bekannteste Beispiel dazu ist der einfache Bulinknoten (auch Palstek genannt). Der Bulinknoten war viele Jahrzehnte lang ein in Lehrbüchern empfohlener Standardanseilknoten.

### Fehler beim Anseilen mit Karabiner
Das Anseilen mit dem Karabiner hat einige Tücken.
Grundsätzlich darf nur im Toprope oder wenn keine Stürze drohen, mit dem Karabiner angeseilt werden, und selbst dort ist ein einzelner Karabiner zu wenig. Wird dieser Grundsatz ignoriert, so kann dies fatale Folgen haben.
Einzelne Karabiner ohne Schraubverschlüsse können sich durch Bewegungen des Seiles und/oder des Kletterers aushängen. Dies ist zwar mit Schraubkarabinern weniger wahrscheinlich, aber trotzdem ist es, wie Unfallanalysen zeigen, schon einige Male vorgekommen. Die Wahrscheinlichkeit, dass sich ein Karabiner selbst öffnet, liegt grob geschätzt etwa bei 1 zu 1 000 000. Dies scheint ein kleines Risiko darzustellen. Bringt man die Zahlen allerdings in einen Bezug zu der großen Zahl des Karabinereinhängens, so zeigt sich, dass in Deutschland alleine mit dem nicht redundanten Anseilen mit speziellen Twistlock-Karabinern zehn Unfälle geschahen.
Im Weiteren haben Karabiner bei Querbelastung deutlich weniger hohe Bruchlastwerte und können bei Sturzbelastungen gar brechen. Solche durch Drehen des Karabiners in der Anseilschlaufe des Gurtes verursachte Belastungen sind häufige Folge der unterschiedlichen Belastungsrichtung des Seilzuges.
Häufige relativ unbestrittene Fehler bei dieser Anseilart sind:
- Die Verwendung von Karabinern zum Anseilen eines Vorsteigers. Richtig wäre: Direktes Anseilen mit einem Anseilknoten.
- Die Verwendung von Karabinern zum Anseilen eines Nachsteigers oder Toprope-Kletterers bei größeren Quergängen, die einen Pendelsturz ermöglichen. Richtig wäre: Direktes Anseilen mit einem Anseilknoten.
- Nur ein Karabiner wird verwendet. Richtig wäre: Redundanz durch zwei Karabiner (Umstrittene Ausnahme sind spezielle Safebiner).
- Zwei Karabiner werden nicht gegengleich angebracht. Richtig wäre: Gegengleiches Einhängen, so dass die Karabineröffnungen auf verschiedenen Seiten sind.

### Fehlender Partnercheck
Der fehlende Partnercheck ist eigentlich kein Fehler des Anseilens, sondern der fehlenden Anseilkontrolle. Da durch das Kontrollieren durch den Partner viele Fehler entdeckt werden können, bevor es zu einer kritischen Situation oder gar einem Unfall kommt, hat dies einen wesentlichen Einfluss im Sinne der Unfallprophylaxe.